# Ricchissimi
Ricchissimi (stilizzato in #RICCHISSIMI) è il quinto album in studio del gruppo musicale italiano Rumatera, pubblicato il 1º aprile 2017.

## Il disco
Anticipato dai singoli Areo e Ghe sboro, l'album contiene brani tipicamente punk rock, confermando la consolidata predilezione per questo genere da parte dei Rumatera, oltre a diversi esperimenti elettrorock ed EDM.

## Tracce
1. Areo – 3:03
2. Cansone in italiano – 3:35
3. Ghe sboro – 3:30
4. Scaltenigo – 3:10
5. Ombre de notte – 3:28
6. Cioci – 2:39
7. Figo bueo – 3:04
8. Buggia – 2:32
9. Amore randajo – 3:24
10. Na seen – 4:27
11. Coa boca da perseghi – 3:35